# Frederick Gutekunst

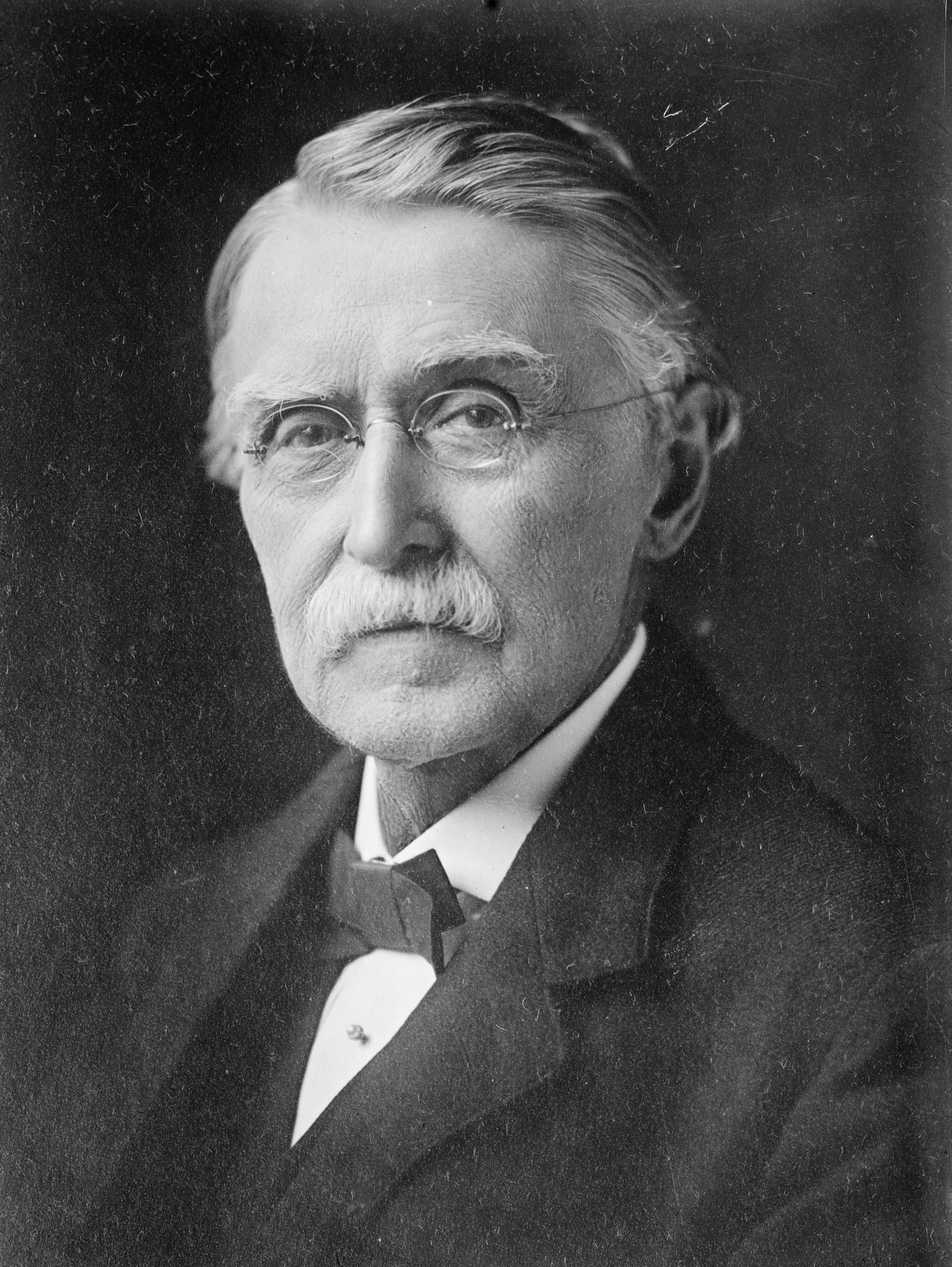
Frederick Gutekunst

Frederick Gutekunst (* 25. September 1831 in Germantown, Pennsylvania, USA; † 27. April 1917) war ein amerikanischer Fotograf.

## Leben
Gutekunst arbeitete in Philadelphia (USA), sein Studio war von 1854 bis 1860 an der 706 Arch Street (1857 an der 164 Arch Street); er benutzte die Technik von Louis Daguerre. Er konnte berühmte Persönlichkeiten wie den Schriftsteller Walt Whitman und den General Ulysses S. Grant, den späteren Präsidenten der Vereinigten Staaten von Amerika, porträtieren.
Joseph Pennell schrieb in einem Brief an Frederick Gutekunst: “I wish to thank you for your excellent prints […] they are very characteristic […] I am proud to be a member of your company of distinguished Americans.” Werke von Frederick Gutekunst sind u. a. in der National Portrait Gallery, Smithsonian Institute, vertreten. 1885 wurde er zum Mitglied der American Philosophical Society gewählt.

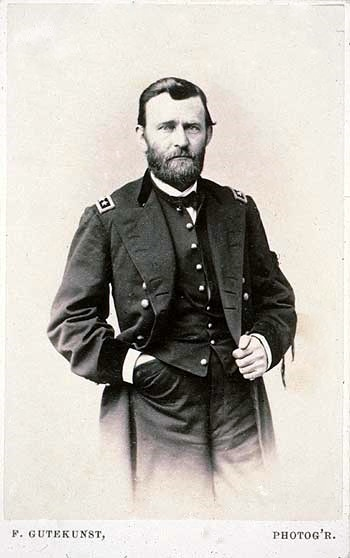
Porträt Ulysses S. Grants
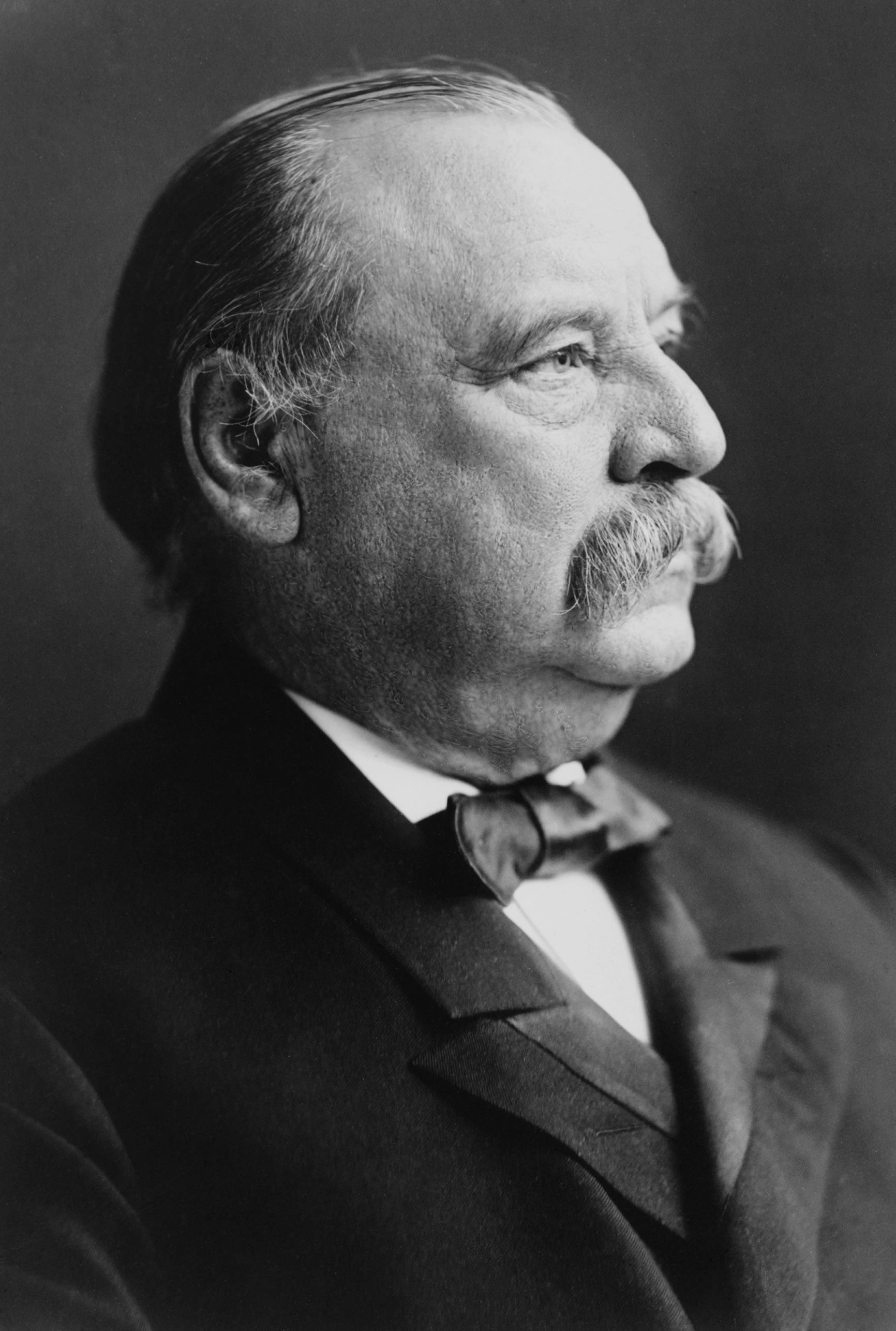
Porträt Grover Clevelands
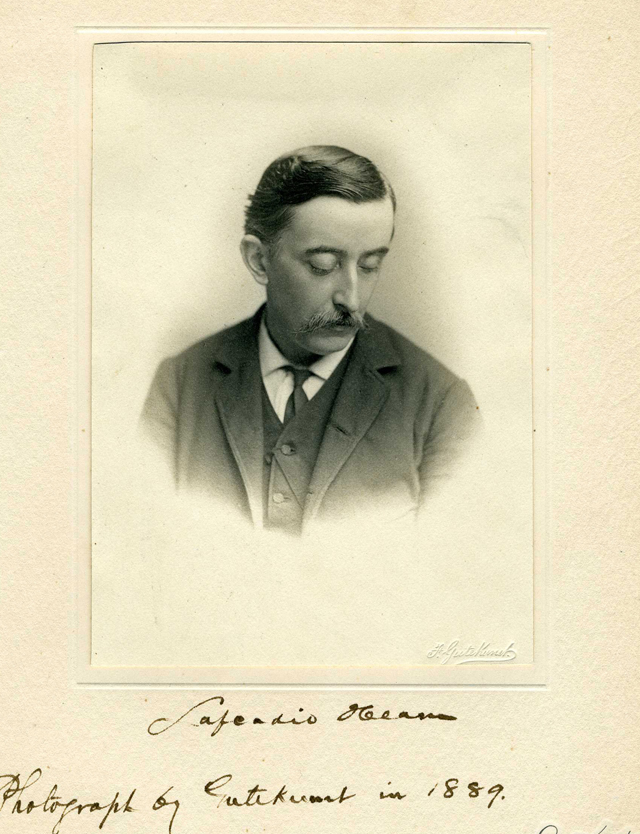
Porträt Lafcadio Hearns
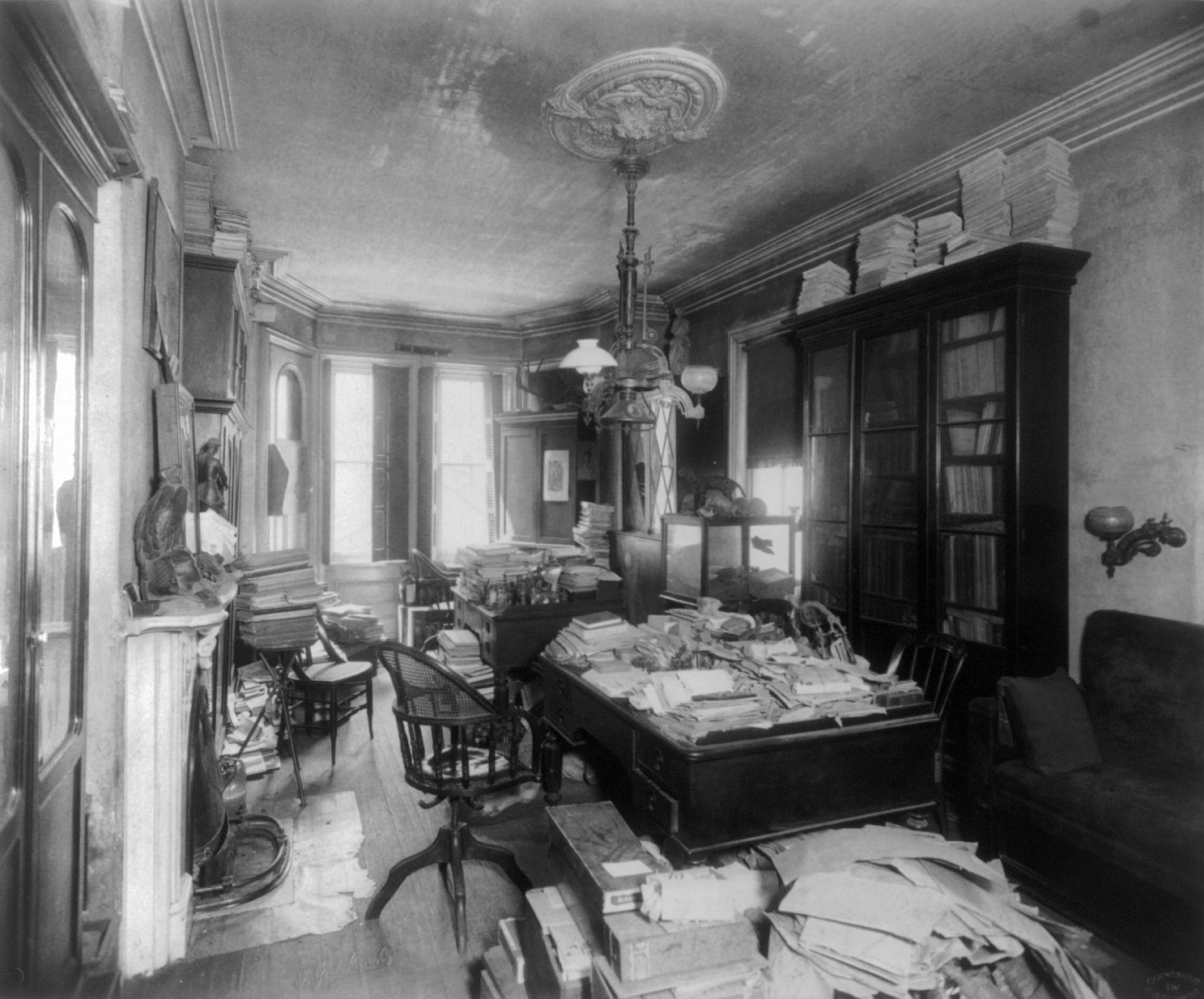
Studierzimmer Edward Drinker Copes